# はるな型護衛艦
はるな型護衛艦（はるながたごえいかん、英語: Haruna-class destroyer）は、海上自衛隊の護衛艦の艦級。8艦6機体制の護衛隊群の航空中枢となるヘリコプター搭載護衛艦（DDH）として、第3次防衛力整備計画中の昭和43・45年度計画で各1隻が建造された。ネームシップの建造単価は約91億円であった。
1980年代後半には大規模なFRAM改修も行われ、8艦8機体制の時代に入っても、引き続き護衛隊群の旗艦として活躍した。その後、老朽化に伴ってそれぞれ2009年と2011年に除籍され、ひゅうが型（16/18DDH）と交代する形で退役した。

## 来歴

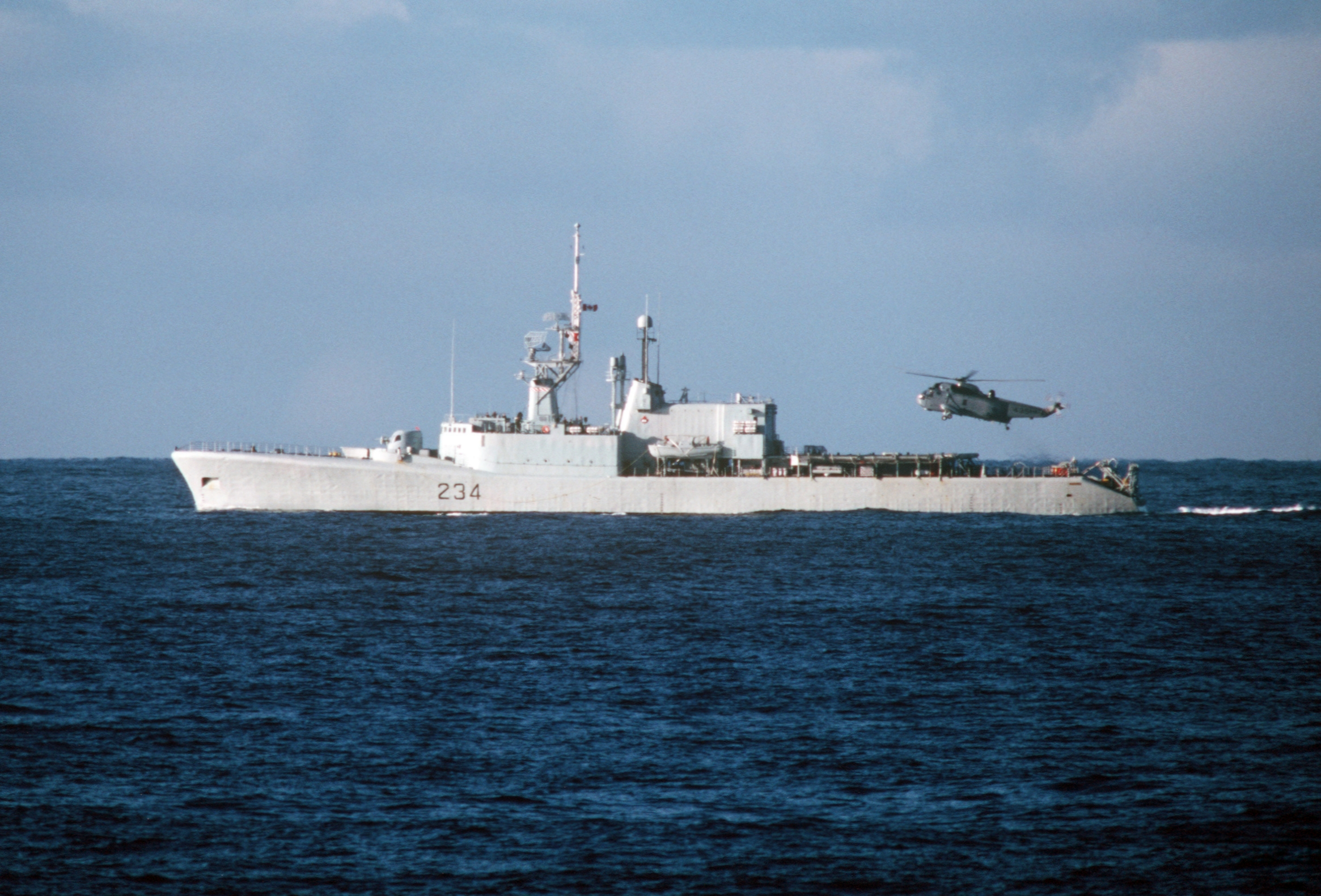
加海軍サン・ローラン級駆逐艦。ベアトラップ・システムにより、小型ながらシーキングの運用に対応した。

海上自衛隊では、その創設以前から洋上航空兵力の再取得を志向していた。警備隊の創設期にあたる1954年4月には、対潜掃討群（HUKグループ）の編成を念頭に護衛空母2隻の供与が打診され、1955年9月には長澤浩海幕長が横須賀に在泊するアメリカ海軍護衛空母を視察したものの、1956年の防衛庁内での検討では時期尚早と結論され、断念された。また海自創設後の1次防でも、同様の運用思想のもと、ヘリコプター6機搭載の6,000トン級警備艦が試算され、18機搭載の11,000トン型を経て、2次防策定段階の1959年には基準排水量8,000トン級のヘリ空母CVHが基本設計段階にまで進展したものの、保有時期尚早と判断されて立ち消えになった。
2次防ではHSS-2哨戒ヘリコプターの本格的導入が開始されたものの、当初は地上の飛行場を基地として、主要港湾や海峡部などの局地防衛を主として運用されていた。その後、ソビエト連邦軍での原子力潜水艦の配備進展などの潜水艦脅威の深刻化を受けて、第3次防衛力整備計画では、改めてヘリコプターの艦載化が志向されることになった。この検討では、性能向上型通常動力型潜水艦と少数の原子力潜水艦を仮想敵としており、船団の直衛に必要な護衛艦隻数を8隻、効果的な対潜攻撃を実施するために展開する必要のあるヘリコプターの機数を4機、この4機を常時展開可能な状態におくために必要な機数を6機と見積もり、この8艦6機体制が基本的な考え方となった。この時期、フィンスタビライザーやベアトラップ・システムなどの技術進歩により、駆逐艦級の艦でも有力な対潜哨戒ヘリコプターを艦載化しうるようになっており、これを背景に、ヘリコプター3機搭載のヘリコプター搭載護衛艦2隻を1個護衛隊群に配置することが構想されるようになった。この構想のもとで計画されたのが本型である。
海上自衛隊では、1967年より揚陸艦「しれとこ」でカナダ製のベアトラップ・システムの、また駆潜艇「おおとり」でイギリス製のフィンスタビライザーの運用試験に着手した。また同時に船型に関する検討も進められ、基本的には下記の3案が俎上に残った。
1. エレベータ式ハンガー・主砲前後振り分け案 - ハンガーは上構・船体内に配置されて、ヘリコプター甲板とはエレベータで連絡する。主砲は艦首甲板とハンガー後方の艦尾甲板に配置する。
2. デッキハンガー・主砲前後振り分け案 - ハンガーはヘリコプター甲板前方の上構内に設置される。主砲配置は第1案と同様である。
3. デッキハンガー・主砲前部集中案 - ハンガー配置は第2案と同様だが、主砲は艦首甲板に集中配置される。

これらのうち、被害局限化の観点から第1案がまず棄却された。第2案は、後部主砲がヘリコプター発着の障害となる懸念があり、また所要のヘリコプター甲板長を確保した場合に船体が大型化して船価が上昇する恐れが指摘された。一方で第3案にも、主砲の後方射界がほとんど失われるという問題があった。最終的に、後方に短SAMを後日装備する含みをもたせることで合意されて、1969年7月に基本設計が完了し、1970年3月より、第3案による建造が開始された。

## 設計
先行したイタリア海軍が建造したアンドレア・ドーリア級巡洋艦と規模が近く、全般配置も類似しているが、土台となる運用要求が異なることから、細部の設計面での共通点は少なくなっている。基本計画番号はF108。

### 船体

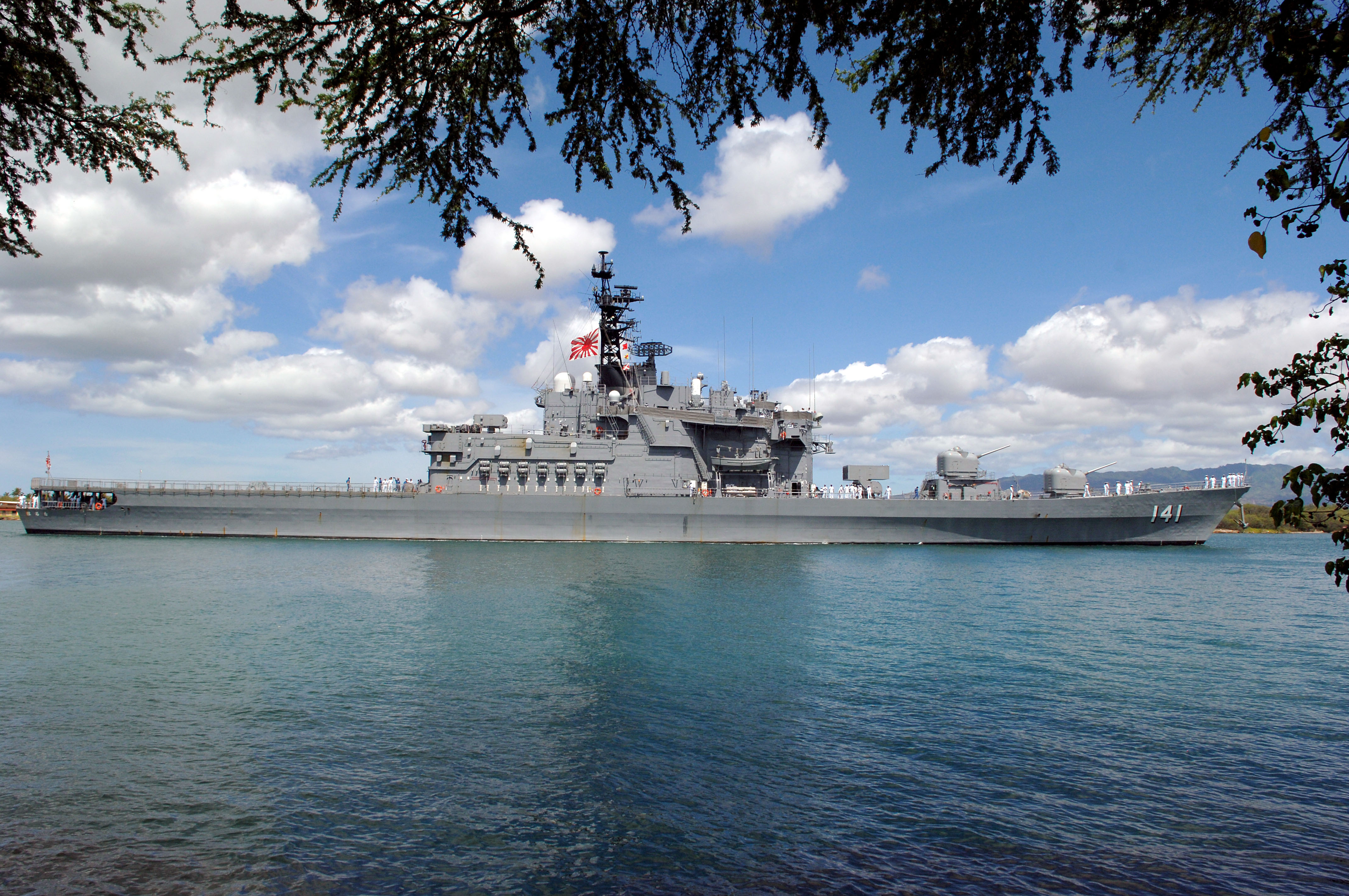
ハンガーと一体化した艦橋構造物、マック構造、全通した上甲板の後半を占める飛行甲板が見て取れる。

所要の航空運用能力を確保するための航空艤装に伴い、基準排水量は4,700トンと、太平洋戦争中の軽巡洋艦に匹敵する規模となった。船型は、従来の護衛艦が採用してきた2層の全通甲板を備えた遮浪甲板型をもとに、その後端をカットした長船首楼型が採用された。また上甲板は艦首から艦尾まで全通している。
船体の後方3分の1を占めるヘリコプター甲板の横幅を確保するため、全長にわたるナックルが設けられており、またL/B比（全長・全幅比）は8.7：1と、30ノット以上の戦闘艦としては異例の小ささになった。航空機の運用円滑化のため、上記の経緯により、二組のフィンスタビライザーも装備された。
上部構造物はたかつき型（38DDA）と同じく3層構造で、格納庫と一体化している。煙突はマストと一体化したマック方式とされ、格納庫の設計上、左舷にシフトして設置された。また、「はるな」においては、気流の乱れにより右舷側の吸気口に排気が逆流する不具合が生じたことから、右舷側に逆流止めの構造物が設けられ、「ひえい」では煙突部分を1.5メートル高めるとともに、後部に大型の排気口をまとめる形式とされた。
搭載艇は護衛艦の標準通りで、艦橋構造物の両舷の重力式ダビットに内火艇2隻を、またハンガー天井甲板後端にカッターを搭載していた。

### 機関
主機関には、引き続き蒸気タービン方式が採用されたが、船体の大型化に伴って、従来の護衛艦よりも大幅に強化されている。
主ボイラーは2胴水管型を2基、蒸気発生量はそれぞれ毎時130トンであった。蒸気性状は、戦後日本初の国産蒸気タービン護衛艦であるはるかぜ型（28DD）では圧力30 kgf/cm2 (430 lbf/in2)、温度400 °C (752 °F)とされ、以後の護衛艦でもおおむね踏襲されたのち、初代あきづき型および「あまつかぜ」（35DDG）、たかつき型（38DDA）では圧力40 kgf/cm2 (570 lbf/in2)、温度450 °C (842 °F)と高温高圧化が図られていた。そして本型では、これよりも更に高温高圧化が図られ、圧力60 kgf/cm2 (850 lbf/in2)、温度480 °C (896 °F)となった。これは同時代の米海軍の標準蒸気（圧力84.5 kgf/cm2 (1,202 lbf/in2)、温度510℃）には及ばなかったものの、海自護衛艦としては最も厳しくかつ未経験のものであり、建造・艤装には特別の配慮を要した。
主機タービンの構成は一新されており、巡航用と高圧用の一体型タービンとダブルフローの低圧タービンからなる2胴衝動型のシリーズ・パラレル型とされ、減速機はロックドトレーン歯車2段減速式が採用された。このタービン構成により、戦闘時に主要される20-26ノットの速力域においては燃料消費効率の著しい向上がもたらされた。出力はそれぞれ35,000馬力 (26,000 kW)であった。また、前後機械室には、各室が収容する主機・主缶を完成する操縦室が併設されたが、これはたちかぜ型（46/48/53DDG）で採用された機関操縦室方式の前段階となる措置であった。推進器の回転数は300rpmと、340rpmだった35DDG・38DDAと比して低回転化が進められた。
電源系では、主発電機として、出力1,200キロワットのタービン発電機を前後の機械室に1基ずつ、また出力750キロワットのディーゼル発電機1基を前部機械室に設置した。更に第1回定期検査の際に、出力500キロワットのディーゼル主発電機1機が追加装備された。非常用発電機としては、出力450キロワットのディーゼル発電機を主船体前後部に分散配置したが、この装備方式ははつゆき型（52DD）に至るまで踏襲されることになった。

## 装備
本型の装備は、多くの点で、たかつき型（38DDA）のものを航空艤装に対応して再配置したものとなっている。

### センサー
センサー面ではたかつき型（38DDA）のものがほぼ踏襲されており、レーダーとしては対空捜索用にOPS-11B、対水上捜索用にOPS-17を、電波探知装置（ESM）としてはNOLR-5を搭載した。
またソナーも同様で、66式探信儀 OQS-3をバウ・ドームに収容して搭載した。ただし、当初計画されていた低周波の75式探信儀 OQS-101の後日装備は、OQS-101自体大重量であったため実現せず、また可変深度ソナーの後日装備は実現しなかった。
なお海上自衛隊ではたちかぜ型（46DDG）でシステム艦化に着手したが、43・45年度予算で建造された本型はこれに先行して計画・建造されたことから、戦術情報処理装置を搭載せず、2次防艦と同一のCIC運用構想に基づいた艦となり、システム艦化は後年のFRAM改修を待つ必要があった。

### 武器システム

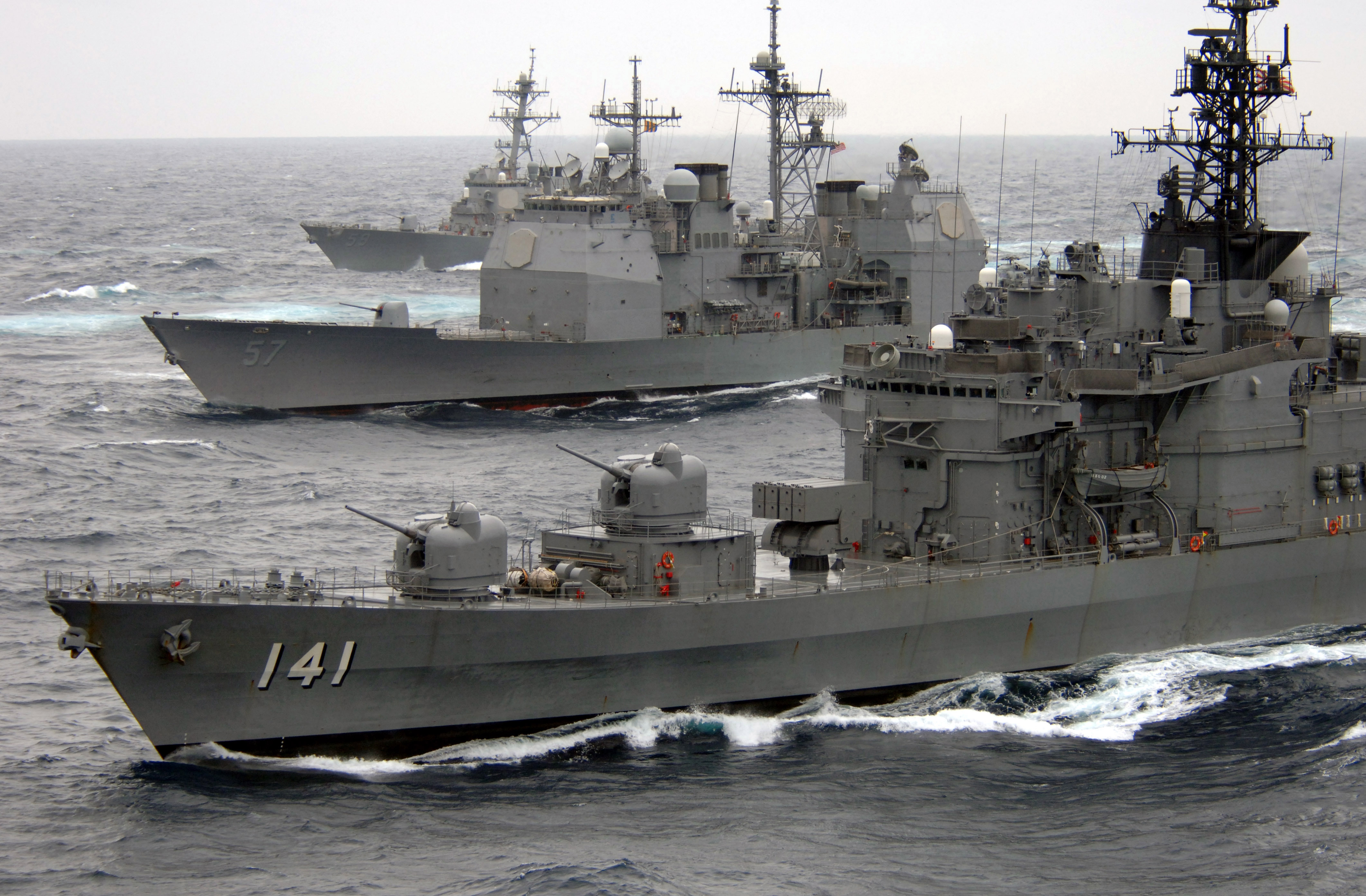
前甲板と艦橋構造物

艦砲としては、たかつき型4番艦（41DDA）と同様に、73式54口径5インチ単装速射砲（Mk42 5インチ砲）を72式射撃指揮装置1型A（FCS-1A）と組み合わせて搭載した。8艦6機体制の構想において、これらの5インチ砲は、ミサイル護衛艦のターター・システムを補佐して、艦隊防空に当たることとされていた。
砲の搭載数については、「5インチ砲を1基にして飛行甲板を拡大する事により対潜ヘリコプター2機の同時発着を可能にすべきだ」との航空機関係者の意見と、あくまで5インチ砲2基装備に拘る砲雷関係者の意見が対立し、最終的に5インチ砲2基装備に落ち着いたとされている。2基の5インチ砲は、74式アスロック発射機（Mk.16 GMLSの国産化版）とともに、前部に集中して背負い式に搭載されている。上記のように後方射界が限定的となる問題があったことから、短SAMの後日装備の含みが持たされており、後のFRAM改修のさいに実現することになる。
アスロック発射機は、たかつき型と同形式で、艦橋構造物左舷にある弾庫からラマー・クレーン(ローダークレーン)を介して行う機力補助の手動装填方式とされた。

### 艦載機

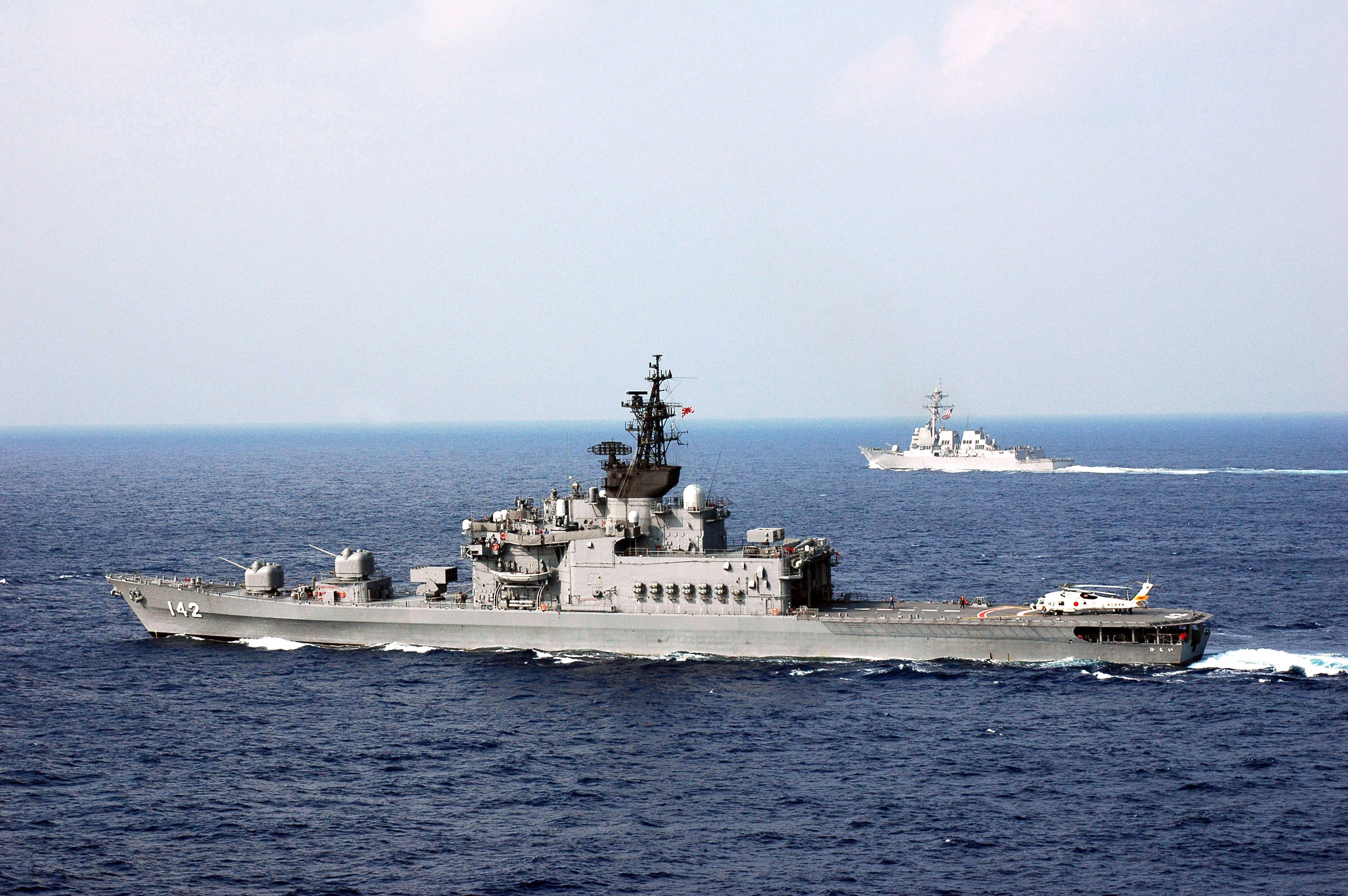
艦載機と飛行甲板

#来歴で述べたように、本型の中核的な装備となるのが3機の艦載ヘリコプターである。大型の哨戒ヘリコプターを駆逐艦相当の艦で運用することに関してはカナダ海軍が先駆者であったが、同国海軍でも、本型に1年先行するイロクォイ級でシーキング2機を搭載したのが最大数であり、3機を搭載する駆逐艦級の水上戦闘艦は他に例を見ないものであった。
艦中央部から後部にかけてヘリ格納庫と飛行甲板（ヘリコプター甲板）を配置している。ヘリコプター甲板は全長50×最大幅17メートル（平均15メートル）を確保し、前方に1機を駐機しつつ、後方の発着スポットで1機を発着艦させることが可能となった。
当時の航空機運用艦としては小型な本型において航空機の運用を実現するためには、着艦拘束・機体移動システムが不可欠であり、カナダ製のベアトラップ・システムが導入された。これはカナダ海軍がサン・ローラン級駆逐艦のヘリコプター駆逐艦改修にあたって開発したもので、海上自衛隊では、本型への搭載に先立ち、昭和42年度に輸送艦「しれとこ」において運用試験を実施している。同システムは、ヘリコプターの機体下面に設置されたプローブと、艦の飛行甲板上に設置されたベアトラップおよびその移動軌条によって構成されており、本型では2条の軌条が格納庫の両舷側に向かって設置されている。移送用シャトルは2基装備として設計されたが、建造費低減のため、「はるな」は建造当初は1基のみを搭載しており、FRAM時に2基装備に改修された。また、ヘリコプター甲板上右舷側には、発着艦管制室（LSO）が設置されている。これらのベアトラップ・システムは順次に改良を受けつつ、本型以降、ヘリコプター搭載能力を持つ護衛艦のほとんど（ひゅうが型（16DDH）といずも型（22DDH）を除く全て）に搭載されることとなっている。
上記の検討を経て、イタリア海軍のアンドレア・ドーリア級巡洋艦と同様、格納庫は甲板上に設置され、「はるな」は就役時にHSS-2を搭載していたが、後に「ひえい」と同じHSS-2Aに改め、両艦ともHSS-2B、SH-60Jと順次更新していった。
また、不時着水したHSS-2の回収を想定して、格納庫上に力量8トンのクレーンが設置された。しかし、同機は簡易フロートを有し不時着水を想定していたものの、外洋でローターの回転が停止すると横倒しになってしまうことが後に判明したため、クレーンによる回収は現実的でなく、当初の目的ではあまり用いられなかった。

### FRAM改修
本型は海自初の哨戒ヘリコプター搭載艦として活躍したものの、続く第4次防衛力整備計画で建造されたしらね型（50DDH）は本型と同等の航空運用能力に加えて戦術情報処理装置と短SAMを搭載しており、7年という計画年度の差を超える性能差が生じていた。このことから、五六中業で、本型は大規模な近代化改修を受けることになった。この改装は、アメリカ海軍の艦隊再建近代化計画（FRAM）にならって"FRAM"と呼称された。
五三中業で行われたたかつき型のFRAM改修では旧式化した武装と換装するかたちでの近代化が行われたが、航空運用プラットフォームとしての性格が強い本型では、そもそも代償として撤去しうる装備が乏しく、デッキクレーンやカッター、第2方位盤程度であったことから、艦橋構造物を拡大するとともに、マック周辺および格納庫天井甲板の面積が最大限に活用された。
改装内容はおおむね下記の通りであった。
戦術情報処理装置の搭載
「はるな」はOYQ-6-2、「ひえい」はOYQ-7B-2を搭載した。これらはいずれも、同年度計画のあさぎり型（58DD）の搭載機と準同型機であり、戦術データ・リンクとしてリンク 11の送受信に対応したことで、戦術単位としての護衛隊群の作戦能力が著しく向上した。
レーダー・電子戦装置の更新・換装
対空捜索用はOPS-11Cに更新、対水上捜索用はレーダーは58DDと同型のOPS-28に換装された。
また電子戦装置も、従来のNOLR-5電波探知装置にかえて、「あさかぜ」以降のDDG・DDHで標準となったNOLQ-1電波探知妨害装置を搭載するとともに、OLR-9Bミサイル警報装置とMk 36 SRBOCも搭載した。
個艦防空能力の強化
近接防空火器（CIWS）として高性能20mm機関砲、個艦防空ミサイル（短SAM）としてシースパローIBPDMSを搭載した。シースパローの8連装発射機はヘリコプター格納庫上部に、CIWSは艦橋の後上部に設置された。
これらの改修の結果、基準排水量として「はるな」は250トン、「ひえい」は350トン増加し、最大速力は38DDAと同様に31ノットとなった。「はるな」の改修は、武器は昭和58年度、船体・機関は59年度で行われ、予算は91億円。また「ひえい」の改修は、武器は昭和59年度、船体・機関は60年度で行われ、予算は110億円であった。

## 諸元表
|                   | 建造時                                | FRAM後                                     |
| ----------------- | ------------------------------------- | ------------------------------------------ |
| 基準排水量        | 4,700トン                             | DDH-141: 4,950トン DDH-142: 5,050トン      |
| 満載排水量        |                                       | DDH-141: 6,850トン DDH-142: 6,950トン      |
| 全長              | 153.0 m                               | 153.0 m                                    |
| 全幅              | 17.5 m                                | 17.5 m                                     |
| 深さ              | 11.0m                                 | 11.0m                                      |
| 吃水              | 5.1 m                                 | 5.1 m                                      |
| 機関              | 水管ボイラー×2缶                      | 水管ボイラー×2缶                           |
| 機関              | 蒸気タービン（35,000 hp (26 MW)）×2基 |                                            |
| 機関              | スクリュープロペラ×2軸                |                                            |
| 速力              | 31ノット                              | 31ノット                                   |
| 定員              | 370名                                 | 370名                                      |
| 兵装              | 73式54口径5インチ単装速射砲×2基       | 73式54口径5インチ単装速射砲×2基            |
| 兵装              | -                                     | 高性能20mm機関砲（CIWS）×2基               |
| 兵装              | -                                     | シースパロー短SAM 8連装発射機×1基          |
| 兵装              | 74式アスロックSUM 8連装発射機×1基     |                                            |
| 兵装              | 68式3連装短魚雷発射管HOS-301×2基      |                                            |
| 艦載機            | HSS-2A×3機                            | HSS-2B/SH-60J×3機                          |
| C4I               | -                                     | DDH-141: OYQ-6-2 CDS DDH-142: OYQ-7B-2 CDS |
| FCS               | FCS-1A GFCS×2基                       | FCS-1A GFCS×1基                            |
| FCS               | -                                     | FCS-2-12 MFCS                              |
| FCS               | SFCS-4 水中攻撃指揮装置               |                                            |
| レーダー          | OPS-11B 対空用                        | OPS-11C 対空用                             |
| レーダー          | OPS-17 対水上用                       | OPS-28 対水上用                            |
| レーダー          | -                                     | OPS-20 航海用                              |
| ソナー            | OQS-3 艦首装備式                      | OQS-3 艦首装備式                           |
| 電子戦・ 対抗手段 | NOLR-5 ESM装置                        | NOLQ-1-3 ESM/ECM装置                       |
| 電子戦・ 対抗手段 | NOLR-5 ESM装置                        | OLR-9B RWR                                 |
| 電子戦・ 対抗手段 | NOLR-5 ESM装置                        | Mk.137 対抗手段発射機×4基                  |

### 新旧ヘリコプター搭載護衛艦の比較
|              |            | いずも型                          | ひゅうが型                                   | しらね型                                     | はるな型                                     |
| ------------ | ---------- | --------------------------------- | -------------------------------------------- | -------------------------------------------- | -------------------------------------------- |
| 船体         | 基準排水量 | 19,500 t                          | 13,950 t                                     | 5,200 t                                      | 4,950 t                                      |
| 船体         | 満載排水量 | 26,000 t                          | 19,000 t                                     | 6,800 t                                      | 6,850 t                                      |
| 船体         | 全長       | 248 m                             | 197 m                                        | 159 m                                        | 153 m                                        |
| 船体         | 全幅       | 38 m                              | 33 m                                         | 17.5 m                                       | 17.5 m                                       |
| 主機         | 機関       | ガスタービン                      | ガスタービン                                 | 蒸気タービン                                 | 蒸気タービン                                 |
| 主機         | 方式       | COGAG                             | COGAG                                        | ギアード・タービン                           | ギアード・タービン                           |
| 主機         | 出力       | 112,000 ps                        | 100,000 ps                                   | 70,000 ps                                    | 70,000 ps                                    |
| 主機         | 速力       | 30 kt                             | 30 kt                                        | 32 kt / 31 kt                                | 31 kt                                        |
| 兵装         | 砲熕       | ―                                 | ―                                            | 54口径5インチ単装砲×2基                      | 54口径5インチ単装砲×2基                      |
| 兵装         | 砲熕       | 高性能20mm機関砲×2基              |                                              |                                              |                                              |
| 兵装         | 砲熕       | 12.7mm重機関銃×数基               | 12.7mm重機関銃×7基                           | ―                                            | ―                                            |
| 兵装         | ミサイル   | SeaRAM 11連装発射機×2基           | Mk.41 VLS×16セル (ESSM,VLA)                  | シースパロー 8連装発射機×1基                 | シースパロー 8連装発射機×1基                 |
| 兵装         | ミサイル   | SeaRAM 11連装発射機×2基           | Mk.41 VLS×16セル (ESSM,VLA)                  | アスロック 8連装発射機×1基                   |                                              |
| 兵装         | 水雷       | 魚雷防御装置                      | 3連装短魚雷発射管×2基 （97式 / Mk46 / 73式） | 3連装短魚雷発射管×2基 （97式 / Mk46 / 73式） | 3連装短魚雷発射管×2基 （97式 / Mk46 / 73式） |
| ヘリ運用機能 | 搭載機     | SH-60J/K×7機 MCH-101×2機 最大14機 | SH-60J/K×3機 MCH-101×1機 最大11機            | HSS-2B / SH-60J/K×3機                        | HSS-2B / SH-60J/K×3機                        |
| ヘリ運用機能 | 甲板       | 全通                              | 全通                                         | 艦尾                                         | 艦尾                                         |
| ヘリ運用機能 | 同時発着   | 可能（同時に5機）                 | 可能（同時に3機）                            | 不可能（連続2機は可能）                      | 不可能（連続2機は可能）                      |
| 同型艦数     | 同型艦数   | 2隻                               | 2隻                                          | 2隻（退役）                                  | 2隻（退役）                                  |

## 同型艦

### 一覧表
| 艦番号  | 艦名   | 建造                         | 起工                        | 進水                        | 竣工                         | 除籍                        |
| ------- | ------ | ---------------------------- | --------------------------- | --------------------------- | ---------------------------- | --------------------------- |
| DDH-141 | はるな | 三菱重工業 長崎造船所        | 1970年 （昭和45年） 3月19日 | 1972年 （昭和47年） 2月1日  | 1973年 （昭和48年） 2月22日  | 2009年 （平成21年） 3月18日 |
| DDH-142 | ひえい | 石川島播磨造船所 東京第2工場 | 1972年 （昭和47年） 3月8日  | 1973年 （昭和48年） 8月13日 | 1974年 （昭和49年） 11月27日 | 2011年 （平成23年） 3月16日 |

### 運用史
「はるな」はしばらく第1護衛隊群の直轄艦として運用されたのち、1974年11月、「ひえい」の就役とともに第51護衛隊を新編した。また艦載機部隊として、第21航空群に第121航空隊が編成されており、そのHSS-2Aを搭載することで、第1護衛隊群は8艦6機体制を実現した。その後、本型を発展させたしらね型（50/51DDH）の就役に伴い、1981年（昭和56年）より2隻そろって第2護衛隊群に配属替えとなり、第52護衛隊を編成した。これにより、海上自衛隊は、第1・2護衛隊群と、8艦6機体制の2個ユニットを有することになった。
しかし新たな戦術単位構成として8艦8機体制が採択されるのに伴い、はるな型としらね型の4隻のDDHは4個護衛隊群に分散してそれぞれの旗艦となることとされ、これらの護衛隊は解隊されて、1983年に「はるな」は、「くらま」とともに第2護衛隊群の、「ひえい」は「しらね」とともに第1護衛隊群の直轄艦となった。そして、1984年（昭和59年）、「はるな」は第3護衛隊群の、「ひえい」は第4護衛隊群の直轄艦（旗艦）となった。
2007年12月14日、横須賀基地にて発生した「しらね」の火災事故により、「しらね」の指揮通信系統の部品をすべて交換する必要が生じた。「しらね」の完全な修理には時間と費用がかかるとの見積もりが出た為、損傷した「しらね」をそのまま退役させ退役予定の「はるな」を延命させる案と、退役予定の「はるな」の部品を「しらね」に移植修理させる2つの案が検討された。最終的に「はるな」の部品による「しらね」の修理が行われ、「はるな」は予定通り退役した。
その後、2011年3月16日に「ひえい」も退役し、これをもって約38年間に及ぶ本型の運用は終了した。

## 登場作品

### 映画
『男たちの大和/YAMATO』
大和型戦艦「大和」の航跡のCG素材用として、「ひえい」が撮影に使用された（「ひえい」以外の護衛艦数隻も、「大和」の航跡のCG素材用の撮影に使用した）。また、「大和」に着任したばかりの海軍特別年少兵たちが大和の機関室を見学するシーンでは、「ひえい」の機関室が撮影に使用された。
『ゴジラシリーズ』
『ゴジラ』
近代改装前の「はるな」と「ひえい」が登場。P-3C対潜哨戒機やHSS-2B哨戒ヘリコプターとともにゴジラの捜索を行う。
『ゴジラvsビオランテ』
「ひえい」が登場。はつゆき型護衛艦「はつゆき」とともに浦賀水道でゴジラを迎え撃つが、ゴジラの放射熱線が直撃し爆沈してしまう。護衛艦がゴジラを攻撃する場面が描かれるのは初めてとなる。
『ゴジラvsキングギドラ』
「ひえい」が登場。主要人物である三枝未希と真崎洋典を、艦載機のHSS-2B哨戒ヘリコプターでゴジラが出現したと思われるベーリング海に輸送する。
『ゴジラvsスペースゴジラ』
国連Gフォースに参加しており、鹿児島湾に出現したゴジラを迎撃するも撃沈される。一部の映像は『ゴジラvsビオランテ』の流用である。
『亡国のイージス』
回想シーン内に登場。小説版では「ひえい」が第1護衛隊群の旗艦として登場する。

### アニメ・漫画
『紺碧の艦隊』
OVA第19巻「赤道大海戦」にて、近代化改装前の本艦が確認できる（艦名表示なし）。
『ジパング』
回想シーン内にて、近代改装前の「ひえい」が登場。
『沈黙の艦隊』
「はるな」が登場。第2護衛隊群の旗艦として司令である沼田徳治一佐が座乗しており、同じく所属する多数の護衛艦を率いて、原子力潜水艦「やまと」を護衛する。
『勇者王ガオガイガー』
「はるな」が登場。東京湾を航行中に機界四天王のペンチノンに融合され、ゾンダーロボEI27に変貌してしまう。
『よみがえる空 -RESCUE WINGS-』
「はるな」が登場。航空自衛隊小松救難隊に所属する主人公達が搭乗した航空自衛隊のUH-60Jが、給油のため着艦する。

### 小説
『MM9』
架空艦「すずか」が登場。艦長は河村俊也一佐。ウチワエビの群体からなる怪獣「シークラウド」を、こんごう型護衛艦「はくば」（架空）を始めとする僚艦8隻とともに追跡し、最終的には日本海溝上にてVL アスロックで攻撃、撃破する。
続編『MM9―destruction―』にも「すずか」が登場。茨城沖にて宇宙怪獣「ゴウキング」を撃破する怪獣「ゴズ」を目撃した後、ひたち海浜公園へと向かうゴズを追跡した。
『機動要塞「大和」』
「ひえい」が登場。第4護衛隊群に所属しており、日本列島が第二次世界大戦にタイムスリップしたことで出現した第2艦隊の大和型戦艦「大和」と交信したり、海上でSH-60K哨戒ヘリコプターの母艦として行動し、アメリカ軍の潜水艦を捕捉・撃沈するほか、アメリカ軍の空母艦載機を迎撃する。
『超空シリーズ』（田中光二）
『超空の艦隊』
「ひえい」が登場。ミッドウェー海戦直後と現代を繋ぐタイムゲートが出現したことを受けて発動された敗戦の回避を行う「Z計画」に伴い、日本軍を支援するべく第4護衛隊群を率いて過去へ派遣される。
『超空の叛撃』
「はるな」が登場。原子爆弾投下後も降伏せず本土決戦が行われ、アメリカ合衆国・イギリス・ソビエト連邦・中華民国に日本が分割統治された時空の北海道と東北地方をソ連から解放する「名誉ある日本」作戦に第3護衛隊群を率いて派遣され、第1護衛隊群・第1潜水隊群と共同で日本海を封鎖し、ソ連軍を孤立させる。

### ゲーム
『大戦略シリーズ』
駆逐艦ユニットとして登場。対潜ヘリを3機搭載できる。ネットゲーム版の『大戦略WEB』においてはゲーム中唯一の「対潜攻撃しかできない艦船」として登場する。